# Чекунов, Анатолий Васильевич
Анатолий Васильевич Чекунов (24 марта 1932 года, Харьков — 10 февраля 1996, Киев) — советский и украинский геолог, учёный в области комплексного исследования глубинного строения литосферы методами глубинной геофизики, доктор геолого-минералогических наук (с 1972), профессор (с 1973), академик Академии наук УССР (1979).

## Биография
Родился 24 марта 1932 года в Харькове в семье служащих.
В 1949 году поступил на геофизическое отделение горного факультета Киевского университета, который окончил в 1954 году с отличием. В 1958 году защитил кандидатскую диссертацию. В 1957-1959 годах работал в научно-исследовательском секторе университета. 3 1959 года — научный сотрудник Института геологических наук АН УССР. 3 1960 года работал в Институте геофизики АН УССР (с 1973 года — заведующий отделом, в 1976-1991 годах — директор института).
В конце 1971 года в Московском университете им. М. В. Ломоносова успешно защитил докторскую диссертацию на тему «Строение земной коры и некоторые вопросы тектоники юга европейской части СССР». Этот труд был опубликован в 1972 году под названием «Структура земной коры и тектоника юга европейской части СССР».
Член-корреспондент АН УССР (с 1972 года), действительный член АН УССР (с 26 декабря 1979 года).
В 1983-1988 годах — академик-секретарь Отделения наук о земле, член Президиума АН УССР.
Умер 10 февраля 1996 года. Похоронен в Киеве на Байковом кладбище.

## Награды
Лауреат Государственной премии УССР в области науки и техники (1984; за цикл работ «Теория, методика и результаты изучения литосферы Украины и прилегающих территорий по комплексу данных сейсмометрии, гравиметрии и геотермии») и премии имени. И. Вернадского АН УССР (1976). Награждён орденом Трудового Красного Знамени, медалями.

## Научная и общественная деятельность
Основные труды посвящены изучению глубинного строения и эволюции земной коры, геотектоники; он — один из инициаторов геосеймического зондирования на Украине; основатель и редактор «Геофизического журнала», который переиздавался на английском языке издательством «Гордон и Брич» (Нью-Йорк). Автор более 500 научных публикаций, среди которых:
- «Геофизические исследования и тектоника юга европейской части СССР» (1969);
- «Глубинное строение земной коры и некоторые вопросы региональной тектоники Украины по данным геофизических исследований» (1971);
- «Глубинная тектоника и история геологического формирования юга Украины» (1974);
- «Строение земной коры и верхней мантии в данным сейсмических исследований» (1977);
- «Структура земной коры Центральной и Восточной Европы по данным геофизических исследований» (1980);
- «Проблеми Чорноморської западини» (1987);
- «Литосфера Центральной и Восточной Европы: Геотраверсы IV, VI, VIII» (1988).